# Happy Hardcore Clips
Happy Hardcore Clips…And The Show Goes On! — перше відео у форматі VHS, що містить всі наявні на той момент кліпи групи Scooter, випущене в 1996. До нього увійшло сім кліпів, три документальних відео та зйомки зі студії, де записувався Scooter. У створенні взяли участь: Ейч Пі Бакстер, Рик Джордан, Ферріс Бюллер, Йенс Теле.

## Кліпи
1. «Welcome To The Scooter Studio» (5:09)
2. «Hyper Hyper» (3:37)
3. «Move Your Ass» (3:55)
4. «Friends» (3:47)
5. «Endless Summer» (3:55)
6. «Back In The U.K.» (3:25)
7. «Let Me Be Your Valentine» (3:47)
8. «Rebel Yell» (3:42)
9. «MTV Megamix» (4:06)
10. «Making Of Back In The U.K.» (3:01)
11. «Making Of Let Me Be Your Valentine» (3:06)
12. «Making Of Rebel Yell» (2:14)